# Walter Tocci
Walter Tocci (Poggio Moiano, 26 settembre 1952) è un politico italiano; è stato vicesindaco di Roma nella giunta di Francesco Rutelli.

## Biografia
Laureato in fisica e in filosofia, ha lavorato come ricercatore presso l'azienda di telecomunicazioni Selenia.
Ha iniziato giovanissimo l'impegno politico e sindacale, prima nei metalmeccanici della CISL e poi, a 29 anni, nel Partito Comunista Italiano come presidente dell'allora Quinta Circoscrizione di Roma dal 1981 al 1985.
È stato consigliere comunale a Roma dal 1985 al 1993, quando si dimise per assumere l'incarico di vicesindaco e assessore alla mobilità nella giunta di Francesco Rutelli che mantenne fino al 2001. In quegli anni ha impostato la strategia della "cura del ferro", avviando il potenziamento del trasporto pubblico nella Capitale.
Nel frattempo dopo la svolta della Bolognina aderì al Partito Democratico della Sinistra, e successivamente nel 1998 ai Democratici di Sinistra, di cui è divenuto responsabile dell'area università e ricerca, e infine al Partito Democratico. Alle elezioni del 2001 è entrato alla Camera dei deputati (XIV legislatura), dove è stato poi confermato alle elezioni del 2006 (XV) e del 2008 (XVI).
Alle elezioni del 2013 diventa senatore della Repubblica nella XVII legislatura, ha fatto parte della minoranza interna del PD e si è espresso anche in dissenso dal suo partito, in particolare votando contro la riforma costituzionale Renzi-Boschi e non partecipando al voto di fiducia sulla nuova legge elettorale Rosatellum. Per la regola del numero massimo di mandati parlamentari non è ricandidato alle elezioni politiche del 2018.
È stato direttore del Centro per la Riforma dello Stato. Nel 2023 è stato incaricato dal Sindaco di Roma Gualtieri di coordinare il Piano di riqualificazione del Centro archeologico monumentale.

## Pubblicazioni
- Walter Tocci, Roma che ne facciamo, Editori Riuniti, 1993, ISBN 978-88-359-3714-2.
- Walter Tocci, Politica della scienza? Le sfide dell'epoca alla democrazia e alla ricerca, Ediesse, 2008, ISBN 978-88-230-1281-3.
- Italo Insolera, Walter Tocci, Domitilla Morandi, Avanti c'è posto. Storie e progetti del trasporto pubblico a Roma, Donzelli editore, 2008, ISBN 978-88-6036-276-6.
- Walter Tocci, Sulle orme del gambero. Ragioni e passioni della sinistra, Donzelli editore, 2013, ISBN 978-88-6036-840-9.
- Walter Tocci, Roma. Non si piange su una città coloniale, goWare, 2015, ISBN 978-88-6797-387-3.
- Walter Tocci, La scuola, le api e le formiche. Come salvare l'educazione dalle ossessioni normative, Donzelli editore, 2015, ISBN 978-88-6843-403-8.
- Walter Tocci, Roma come se. Alla ricerca del futuro per la capitale, Donzelli editore, 2020, ISBN 978-88-5522-038-5.